# Glen Pitre
Glen Anthony Pitre, né le 10 novembre 1955 à Cut Off, dans la paroisse de Lafourche en Louisiane, est un réalisateur et scénariste américain d'origine cajun qui contribue à l'enrichissement du cinéma acadien. 

## Biographie
Glen Anthony Pitre est né à Cut Off/La Coupe dans une famille d'origine cajun. Il est le fils de Loulan Pitre, Senior (1921-2010) et d'Emelia Chabert (née en 1925). Il a plusieurs frères et sœurs dont l'avocat Loulan Pitre Junior.
Glen Pitre a réalisé neuf films depuis 1986. Il a débuté comme réalisateur avec le film Belisaire, le Cajun (titre en anglais : Belizaire the Cajun), dans lequel joua l'acteur et producteur Armand Assante dans le rôle principal de Belisaire Breaux. Le film fut présenté dans la sélection officielle d'Un certain regard lors du Festival de Cannes de 1986.

## Filmographie
- 1986 : Belisaire, le Cajun
- 1998 : Haunted Waters
- 1998 : Good for What Ails You
- 2002 : The Scoundrel's Wife
- 2003 : Top Speed
- 2006 : Hurricane on the Bayou
- 2006 : American Creole: New Orleans Reunion
- 2007 : Journey Across India
- 2008 : The Man Who Came Back
- 2009 : Cigarettes & Nylons